# Pubill
Pubill és un terme jurídic tradicional del dret català. Dins l'estructura organitzativa de la família tradicional catalana, feia referència als fills que no eren hereus, cabalers o fadristerns i que realitzaven un matrimoni amb una pubilla. És una terminologia més arrelada a les comarques lleidatanes.
A part de la Catalunya Vella, el pubill havia d'aportar un dot a la seva muller.